# Thể thao điện tử tại Đại hội Thể thao châu Á 2022 – Liên Quân Mobile
Thể thao điện tử Liên Quân tại Đại hội Thể thao châu Á 2022 sẽ là một nội dung thi đấu tranh huy chương, được tranh tài từ ngày 24 tháng 09 năm 2023 đến ngày 26 tháng 09 năm 2023. Tại Đại hội Thể thao châu Á 2022, bộ môn Liên Quân sẽ được thi đấu ở phiên bản Đại hội Thể thao châu Á, sẽ được thay thế bằng bộ môn Vương Giả Vinh Diệu.

## Phiên bản Đại hội Thể thao châu Á

### Bản đồ
Bộ môn Liên Quân (Vương Giả Vinh Diệu) sẽ sử dụng bản đồ của tựa game Vương Giả Vinh Diệu.

### Anh hùng
- Có tổng cộng 63 vị tướng (anh hùng) xuất hiện trong bộ môn Liên Quân (Vương Giả Vinh Diệu) của Đại hội Thể thao châu Á 2022.
  - 51 anh hùng của Vương Giả Vinh Diệu.
  - 12 vị tướng của Liên Quân.

## Các đội tham dự
| STT | Đội tuyển         |
| 1   | Đài Bắc Trung Hoa |
| 2   | Hồng Kông         |
| 3   | Kazakhstan        |
| 4   | Kyrgyzstan        |
| 5   | Lào               |
| 6   | Ma Cao            |
| 7   | Malaysia          |
| 8   | Myanmar           |
| 9   | Nepal             |
| 10  | Philippines       |
| 11  | Tajikistan        |
| 12  | Thái Lan          |
| 13  | Trung Quốc        |
| 14  | Uzbekistan        |
| 15  | Việt Nam          |

## Vòng bảng
11 đội tuyển sẽ được chia thành 4 bảng. Mỗi bảng A, B, C có 3 đội, riêng bảng D có 2 đội. 4 đội nhất bảng sẽ giành quyền vào vòng loại trực tiếp.
- Địa điểm: Trung tâm Thể thao Điện tử Hàng Châu, Hàng Châu, Chiết Giang, Trung Quốc
- Thời gian: 24/09, bắt đầu từ 08:00 (Theo múi giờ Việt Nam UTC+7).
- Thể thức thi đấu:
  - 4 bảng sẽ thi đấu vòng tròn tính điểm 1 lượt, tất cả các trận đấu đều là BO1 (Best Of One - Thắng trước 1 trận).
  - Nếu các đội có cùng hệ số Thắng-Thua và kết quả đối đầu, họ sẽ thi đấu thêm trận tie-break để phân vị trí trong bảng.
  - Đội đầu bảng sẽ đi tiếp vào vòng loại trực tiếp, các đội còn lại của bảng sẽ bị loại (áp dụng cho tất cả các bảng).

#### Bảng A
| A | Đội        | ID  |       | T     | B    | Tỉ lệ   |  | Kết quả |
| 1 | Myanmar    | MYA | 2 - 0 | 2 - 0 | 100% | Tứ kết  |  |         |
| 2 | Ma Cao     | MAC | 1 - 1 | 1 - 1 | 50%  | Bị loại |  |         |
| 3 | Kyrgyzstan | KGZ | 0 - 2 | 0 - 2 | 0%   | Bị loại |  |         |

| Thời gian | Thời gian | Đội 1 | vs | vs | Đội 2 |
| --------- | --------- | ----- | -- | -- | ----- |
| 24/09     | 08:00     | MYA   | ✓  | ✗  | KGZ   |
| 24/09     | 09:00     | MYA   | ✓  | ✗  | MAC   |
| 24/09     | 10:00     | KGZ   | ✗  | ✓  | MAC   |

#### Bảng B
| B | Đội               | ID  |       | T     | B    | Tỉ lệ   |  | Kết quả |
| 1 | Hồng Kông         | HKG | 2 - 0 | 2 - 0 | 100% | Tứ kết  |  |         |
| 2 | Đài Bắc Trung Hoa | TPE | 1 - 1 | 1 - 1 | 50%  | Bị loại |  |         |
| 3 | Lào               | LAO | 0 - 2 | 0 - 2 | 0%   | Bị loại |  |         |

| Thời gian | Thời gian | Đội 1 | vs | vs | Đội 2 |
| --------- | --------- | ----- | -- | -- | ----- |
| 24/09     | 08:00     | TPE   | ✓  | ✗  | LAO   |
| 24/09     | 09:00     | TPE   | ✗  | ✓  | HKG   |
| 24/09     | 10:00     | LAO   | ✗  | ✓  | HKG   |

#### Bảng C
| C | Đội        | ID  |       | T     | B    | Tỉ lệ   |  | Kết quả |
| 1 | Việt Nam   | VIE | 2 - 0 | 2 - 0 | 100% | Tứ kết  |  |         |
| 2 | Uzbekistan | UZB | 1 - 1 | 1 - 1 | 50%  | Bị loại |  |         |
| 3 | Tajikistan | TJK | 0 - 2 | 0 - 2 | 0%   | Bị loại |  |         |

| Thời gian | Thời gian | Đội 1 | vs | vs | Đội 2 |
| --------- | --------- | ----- | -- | -- | ----- |
| 24/09     | 13:00     | TJK   | ✗  | ✓  | UZB   |
| 24/09     | 14:00     | TJK   | ✗  | ✓  | VIE   |
| 24/09     | 15:00     | UZB   | ✗  | ✓  | VIE   |

#### Bảng D
| D | Đội         | ID  |       | T     | B    | Tỉ lệ   |  | Kết quả |
| 1 | Thái Lan    | THA | 1 - 0 | 1 - 0 | 100% | Tứ kết  |  |         |
| 2 | Philippines | PHI | 0 - 1 | 0 - 1 | 0%   | Bị loại |  |         |

| Thời gian | Thời gian | Đội 1 | vs | vs | Đội 2 |
| --------- | --------- | ----- | -- | -- | ----- |
| 24/09     | 13:00     | PHI   | ✗  | ✓  | THA   |

## Vòng loại trực tiếp
- 8 đội bao gồm: 4 đội nhất các bảng ở vòng bảng và 4 đội đứng đầu 4 khu vực tại Road to Asian Games :
  - Đông Á:  Trung Quốc
  - Đông Nam Á:  Malaysia
  - Tây và Nam Á:  Nepal
  - Trung Á:  Kazakhstan.
- Thời gian thi đấu : 24 - 26/09, bắt đầu từ 18:00 (Theo múi giờ Việt Nam UTC+7).
- Thể thức thi đấu:
  - Tất cả các trận đấu đều là Loại trực tiếp & BO3 (Best Of Three - Thắng trước 2/3 trận).
  - Đội chiến thắng sẽ đi tiếp vào vòng loại tiếp theo, đội thua bị loại ngay lập tức.

|  | Tứ kết     | Tứ kết     |            |   | Bán kết      | Bán kết      |  |  | Chung kết | Chung kết |
|  |            |            |            |   |              |              |  |  |           |           |
|  |            |            |            |   |              |              |  |  |           |           |
|  |            |            |            |   |              |              |  |  |           |           |
|  | Malaysia   | 2          |            |   |              |              |  |  |           |           |
|  | Malaysia   | 2          |            |   |              |              |  |  |           |           |
|  | Hồng Kông  | 0          |            |   |              |              |  |  |           |           |
|  | Hồng Kông  | 0          | Malaysia   | 2 |              |              |  |  |           |           |
|  |            |            | Malaysia   | 2 |              |              |  |  |           |           |
|  |            | Việt Nam   | 0          |   |              |              |  |  |           |           |
|  | Việt Nam   | Việt Nam   | 0          | 2 |              |              |  |  |           |           |
|  | Việt Nam   |            |            | 2 |              |              |  |  |           |           |
|  | Kazakhstan | 0          |            |   |              |              |  |  |           |           |
|  | Kazakhstan | 0          | Malaysia   | 0 |              |              |  |  |           |           |
|  |            |            | Malaysia   | 0 |              |              |  |  |           |           |
|  |            | Trung Quốc | 2          |   |              |              |  |  |           |           |
|  | Trung Quốc | Trung Quốc | 2          | 2 |              |              |  |  |           |           |
|  | Trung Quốc |            |            | 2 |              |              |  |  |           |           |
|  | Myanmar    | 0          |            |   |              |              |  |  |           |           |
|  | Myanmar    | 0          | Trung Quốc | 2 |              |              |  |  |           |           |
|  |            |            | Trung Quốc | 2 |              |              |  |  |           |           |
|  |            | Thái Lan   | 0          |   | Tranh hạng 3 | Tranh hạng 3 |  |  |           |           |
|  | Thái Lan   | Thái Lan   | 0          | 2 | Tranh hạng 3 | Tranh hạng 3 |  |  |           |           |
|  | Thái Lan   |            |            | 2 |              |              |  |  |           |           |
|  | Nepal      | 0          |            |   |              |              |  |  |           |           |
|  | Nepal      | 0          | Việt Nam   | 0 |              |              |  |  |           |           |
|  |            |            |            |   |              |              |  |  |           |           |
|  | Thái Lan   | 2          |            |   |              |              |  |  |           |           |
|  | Thái Lan   | 2          |            |   |              |              |  |  |           |           |

### Tứ kết
- Địa điểm thi đấu: Trung tâm Thể thao Điện tử Hàng Châu, Hàng Châu, Chiết Giang, Trung Quốc.
- Đội chiến thắng sẽ tiến vào Bán Kết, đội thua bị loại.
- Thời gian thi đấu: 18:00 ngày 24/09 (Theo múi giờ Việt Nam UTC+7).

#### Tứ kết 1
- Thời gian: 18:00 - 24 tháng 09 (UTC+7).

| BO3 | Malaysia | 2 | 0 | Hồng Kông |

#### Tứ kết 2
- Thời gian: 18:00 - 24 tháng 09 (UTC+7).

| BO3 | Kazakhstan | 0 | 2 | Việt Nam |

#### Tứ kết 3
- Thời gian: 18:00 - 24 tháng 09 (UTC+7).

| BO3 | Trung Quốc | 2 | 0 | Myanmar |

#### Tứ kết 4
- Thời gian: 18:00 - 24 tháng 09 (UTC+7).

| BO3 | Nepal | 0 | 2 | Thái Lan |

### Bán kết
- Địa điểm: Trung tâm Thể thao Điện tử Hàng Châu, Hàng Châu, Chiết Giang, Trung Quốc.
- Đội chiến thắng sẽ tiến vào Chung Kết, đội thua sẽ tiến vào Tranh hạng 3.

#### Bán kết 1
- Thời gian: 08:00 - 25 tháng 09 (UTC+7).

| BO3 | Malaysia | 2 | 0 | Việt Nam |

#### Bán kết 2
- Thời gian: 13:00 - 25 tháng 09 (UTC+7).

| BO3 | Trung Quốc | 2 | 0 | Thái Lan |

### Tranh hạng 3
- Địa điểm: Trung tâm Thể thao Điện tử Hàng Châu, Hàng Châu, Chiết Giang, Trung Quốc.
- Thời gian: 13:00 - 26 tháng 09 (UTC+7).

| BO3 | Việt Nam | 0 | 2 | Thái Lan |

### Chung kết
- Địa điểm: Trung tâm Thể thao Điện tử Hàng Châu, Hàng Châu, Chiết Giang, Trung Quốc.
- Thời gian: 18:00 - 26 tháng 09 (UTC+7).

| BO3 | Malaysia | 0 | 2 | Trung Quốc |

## Huy chương

### Danh sách huy chương
|           | Vàng                                                                                    | Bạc | Đồng |
| --------- | --------------------------------------------------------------------------------------- | --- | --- |
| Đội tuyển | Trung Quốc · Xu Bicheng · Sun Linwei · Luo Siyuan · Lin Heng · Jiang Tao · Chi Xiaoming | Malaysia · Lai Chia Chien · Nicholas Ng Khai Shuan · Ong Jun Yang · Eng Jun Hao · Yong Zhan Quan · Chong Han Hui | Thái Lan · Vatcharanan Thaworn · Anusak Manpdong · Kawee Wachiraphas · Sorawat Boonphrom · Chayut Suebka |

## Thứ hạng chung cuộc
| Thứ hạng | Đội tuyển         |
| -------- | ----------------- |
| 1        | Trung Quốc        |
| 2        | Malaysia          |
| 3        | Thái Lan          |
| 4        | Việt Nam          |
| 5–8      | Hồng Kông         |
| 5–8      | Kazakhstan        |
| 5–8      | Myanmar           |
| 5–8      | Nepal             |
| 9–12     | Ma Cao            |
| 9–12     | Đài Bắc Trung Hoa |
| 9–12     | Uzbekistan        |
| 9–12     | Philippines       |
| 13–15    | Kyrgyzstan        |
| 13–15    | Lào               |
| 13–15    | Tajikistan        |